# 프랭크 버클스
프랭크 우드러프 버클스(Frank Woodruff Buckles, 1901년 2월 1일 ~ 2011년 2월 27일)는 미국의 군인으로 제1차 세계 대전에 참전했던 미국인 최후의 생존자이다. 미주리주 배터니에서 태어나 1917년 육군에 16살의 나이로 입대해 캔자스주 포트 라일리에서 신병 훈련을 거쳐 프랑스 전선에서 운전병이 됐다.
제2차 세계 대전 중 운송사업을 하던 중 일본군에 억류되어 필리핀에 3년 간 투옥됐다. 전후 샌프란시스코에서 오드리 마요와 결혼해 웨스트버지니아 찰스타운 근교 농장으로 이사갔다. 98세에 아내가 죽었고 105세까지 농장에서 일했다.
말년에 제1차 세계 대전 기념 재단 명예회장이 됐다. 명예회장으로서 워싱턴 D.C.에 다른 전쟁기념물과 비슷한 제1차 세계 대전 기념물 설립을 주장했다. 이를 위해 의회에서 증언을 했고 백악관에서 조지 W. 부시 대통령을 만났다.
최종 계급은 상병 계급이었으며 제1차 세계 대전에서 세운 공로로 훈장들을 받았다. 그의 장례식은 2011년 3월 15일 알링턴 국립 묘지에서 버락 오바마 미국 대통령이 참관하면서 거행됐다.

## 성장
버클스는 농부 제임스 클락 버클스와 테레사 버클스(결혼 전 성씨 Keown) 사이에서 태어났다. 형 아시만과 로이, 누나 그레이스와 글래디스가 있었다. 몇몇 가족 구성원들은 장수했다. 1817년에 태어난 할머니가 버클스가 태어난 후에도 생존했었고 부친은 94세까지 살았다. 버클스의 조상들은 미국 독립 전쟁과 남북 전쟁에 복무했다.
1903년 아시만과 프랭크는 성홍열을 앓았다. 프랭크는 생존했지만 아시만은 4살 때 죽었다. 1911년에서 1916년 사이 버클스는 미주리주 워커에 있는 학교에 다녔고 그 후 가족은 오클라호마 오크우드로 이사갔는데 그 곳에서 버클스는 계속 공부한 후 은행에서 일했다.